# 토니 라 루사
토니 라 루사(Tony La Russa, 1944년 10월 4일 ~ )는 미국의 야구 내야수,이며 현재 시카고 화이트삭스의 감독이다. 그는 시카고 화이트삭스, 오클랜드 애슬레틱스와 세인트루이스 카디널스의 감독으로서 자신의 종신 재직권으로 가장 잘 알려졌다. 그의 메이저 리그 베이스볼 경력은 1963년부터 현재까지 걸쳤다. 감독으로서 라 루사는 33개의 시즌들에서 자신의 팀들을 3개의 월드 시리즈 타이틀, 6개의 리그 챔피언십과 12개의 디비전 타이틀로 지도하였다. 감독으로서 그의 2728회의 우승은 메이저 리그 베이스볼 역사상 코니 맥과 존 맥그로의 뒤로 3번째로 가장 오래된 랭킹에 놓여있다.
선수로서 라 루사는 1963년 자신의 메이저 리그 데뷔를 하여 캔자스시티/오클랜드 애슬레틱스, 애틀랜타 브레이브스와 시카고 컵스와 함께 5개의 메이저 리그 시즌들의 일부들을 보냈다. 1964 ~ 65의 한산기 동안에 어깨 부상을 겪은 후 그는 1977년 은퇴할 때까지 마이너 리그에서 자신 경력의 나머지의 거의를 활약하였다. 자신의 선수 경력에 이어 그는 플로리다 주립 대학교에서 법무박사 학위를 얻었다.
라 루사는 1979년 시즌의 중반에 화이트삭스의 감독으로 임명되어 4개의 시즌들 후에 화이트삭스를 아메리칸 리그 서부 디비전 타이틀로 지도하였다. 1986년 시즌의 중반에 해고를 당했음에 불구하고 애슬레틱스는 3주 후보다 적게 그를 기용하였고, 라 루사는 1988년부터 1990년까지 애슬레틱스를 3개의 연속적 아메리칸 리그 챔피언십으로, 그리고 1989년 월드 시리즈 타이틀로 이끌었다. 그는 카디널스의 감독을 맡으러 1995년 시즌에 이어 애슬레틱스를 떠났고, 카디널스를 3개의 내셔널 리그 챔피언십으로, 그리고 2006년과 2011년 월드 시리즈 타이틀들로 이끌었다. 3달 후에 그는 동료이자 전 감독 조 토리를 보조하는 직위를 받아들여 메이저 리그 베이스볼 운영들의 집행 부회장이 되었다. 2014년 그는 다이아몬드백스를 위한 야구 총장이 되었다.
2013년 12월 9일 그는 16명의 베테랑 위원회의 회원들에 의하여 만장 일치로 명예의 전당에 선출되었다. 헌액식은 2014년 7월 27일 뉴욕주 쿠퍼스타운에서 열렸다. 8월 16일에 그는 세인트루이스 카디널스 명예의 전당 박물관으로 헌액되었다.
2020년 10월 30일에 시카고 화이트삭스의 감독으로 선임되면서 감독직에 복귀하게 되었다.

## 선수 경력 (1962 ~ 77)
라 루사는 1962년 시즌의 시작에 대비하여 중견수로서 캔자스시티 애슬레틱스에 의하여 계약이 맺어졌다. 그는 애슬레틱스의 다음 시즌으로 올라와 1963년 5월 10일 자신의 데뷔를 하였다. 한산기에 이어 그는 친구들과 소프트볼을 하는 동안에 어깨 부상을 당하여 그의 선수 경력의 나머지 동안에 어깨가 지속적으로 그에게 폐를 끼쳤다.
다음 6개의 시즌들에 라 루사는 자신의 시간의 대부분을 마이너 리그에서 보냈고 1968년과 1969년 이제 오클랜드 애슬레틱스로 이루었다. 그는 큰 클럽과 함께 전체의 1970년 시즌을 보냈고, 그러고나서 1971년 후순에 애슬레틱스는 그를 애틀랜타 브레이브스로 이적시켰다. 그의 최종적 빅리그 활약 정지는 1973년 4월 6일 하나의 경기에서 자신이 대주자로 나온 시카고 컵스와 함께였다.
활약한 총 132개의 경기들에서 그는 35 루 176 타로 갔다. 그의 23회의 4구에 의한 출루는 그의 출루율을 .200로 밀어냈다. 그는 7개의 타점과 15개의 득점들을 매겼다. 그는 2루수에서 63회, 유격수에서 18회, 3루수에서 2회의 출연을 만들고, 249개의 토탈 챈스에서 .960을 방어하고 34개의 2루타 활약들에 참가하였다.

## 감독 경력 (1978 ~ 2011, 2021 ~ )
라 루사는 1978년 플로리다 주립 대학교의 로스쿨으로부터 법무박사(JD) 학위를 취득하고 1980년 플로리다주 법정으로 수용되었다. 그는 자신이 이때 실습을 하는 데 자격이 없어도 사라소타 법률 상사와 함께 협의하였다.
그는 야구 역사상 법률 학위를 얻거나 주립 법정 시험을 통과한 메이저 리그 감독들 중의 하나이다.

### 시카고 화이트삭스 (1979 ~ 1986)
라 루사는 감독이 되는 데 자신을 도움을 주기 위하여 화이트삭스의 로런 베이브와 폴 리처즈를 신임하였다. 화이트삭스는 그를 자신들의 더블 A 계열 서던 리그의 녹스빌 삭스의 주장으로 임명하면서 1978년에 라 루사에게 첫 감독 기회를 주었다. 소유자 빌 비크가 감독들을 밥 레몬에서 래리 도비로 바꿀 때 화이트삭스의 코치로 진급되기 전에 라 루사는 녹스빌에서 절반의 시즌을 보냈다. 도비는 시즌의 말기에 해고 당하였고 컵스의 전 스타 유격수 돈 케신저가 1979년을 위한 화이트삭스의 선수 겸 감독으로 임명되었고, 라 루사는 트리플 A 아이오와 오크스의 감독으로 임명되었다.
화이트삭스는 그해 시즌을 통한 길의 3분의 2에서 46 승 60 패의 기록과 함께 케신저를 해고하고 라 루사와 함께 대체하였다. 그해 캠페인의 나머지를 위하여 화이트삭스는 .500의 야구를 활약하였다. 그는 메이저 리그 감독으로서 자신이 뒤를 이을 수 있다고 믿는 데 자신을 처음으로 영감을 주면서 폴 리처즈를 신입하였다. 그는 화이트삭스가 아메리칸 리그 서부 디비전을 우승할 때 1983년 "올해의 아메리칸 리그 감독"으로 임명되었으나 아메리칸 리그 챔피언십 시리즈에서 볼티모어 오리올스에게 패하였다. 1986년 팀이 26 승 38 패로 간 후에 화이트삭스는 라 루사를 해고하였다. 그는 522 승 510 패의 정규 시즌 기록과 1 승 3 패의 공식 이후의 시즌 기록과 함께 자신의 화이트삭스 경력을 끝냈다.

### 오클랜드 애슬레틱스 (1986 ~ 1995)

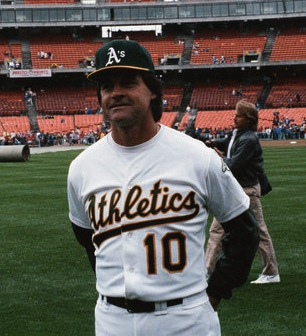
오클랜드 애슬레틱스 감독 시절의 라 루사 (1989)

자신의 이전 클럽 애슬레틱스가 그를 감독으로 차지하려고 부르기 3주 전에 라 루사는 휴식을 가졌다. 그는 팀을 1988년부터 1990년까지 3개의 연속적 월드 시리즈로 이끌었으며 1989년 샌프란시스코 자이언츠로부터 지진으로 연기된 시리즈를 휩쓸었다. 1988년과 1990년 라 루사의 애슬레틱스는 자신들이 양쪽의 기회들에서 거대하게 우승 후보였음에 불구하고 넓은 차이들에 의하여 로스앤젤레스 다저스와 신시내티 레즈에게 패하였다. 그는 1988년과 1992년 애슬레틱스와 함께 2개의 추가적 "올해의 감독" 상들을 수상하였으며, 후기의 해에 서부 디비전을 우승하였다. 애슬레틱스가 67 승 77 패로 끝낸 1995년 시즌 이후에 라 루사가 가까운 인간 관계를 가진 해스 가족이 가장 월터 해스 주니어가 사망한 후 팀을 팔았다. 라 루사는 세인트루이스 카디널스의 지배에서 조 토리의 자리를 차지하려고 떠났다. 그는 798 승 673 패의 정규 시즌 기록과 19 승 13 패의 공식 이후의 시즌 기록과 함께 자신의 애슬레틱스 경력을 끝냈다.

### 세인트루이스 카디널스 (1996 ~ 2011)

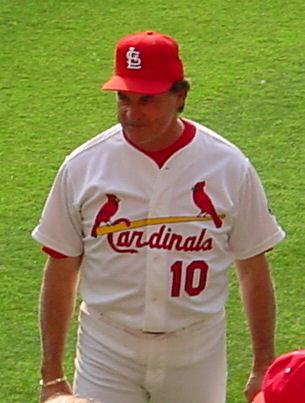
2002년 6월 29일 부시 스타디움에서

1996년 카디널스와 함께 자신의 첫 캠페인에서 라 루사는 내셔널 리그 중부 디비전 타이틀의 결말을 지었으며, 2000년, 2001년, 2002년(자신의 4번째 "올해의 감독" 상), 2004년, 2005년, 2006년과 2009년에도 되풀이하였다. 카디널스는 2001년 휴스턴 애스트로스와 함께 내셔널 리그 중부 디비전의 왕관을 위하여 동점을 매겼다. 그는 상을 4번이나 수상하는 데 첫 감독이 되었다. 2004년 타이틀은 자신들이 105개의 경기들을 우승하고 다음해에 또 다른 100개의 경기를 우승하면서 주장적으로 카디널스 역사상 가장 좋은 시즌들 중의 하나였다. 라 루사의 4번째 "올해의 감독" 상은 주장적으로 가장 감정적이었으며, 라 루사는 사랑을 받은 명예의 전당 방송인 잭 버크와 4일 후 33세의 투수 대릴 카일의 사망에 의하여 충격을 받은 해에 카디널스를 내셔널 리그 챔피언십 시리즈로 이끌었다.
카디널스가 매긴 득점들에서 내셔널 리그를 이끈 2004년 정규 시즌 이후에 라 루사의 카디널스는 내셔널 리그 디비전 시리즈에서 3 대 1로 로스앤젤레스 다저스를 꺾었다. 그러고나서 내셔널 리그 챔피언십 시리즈에서 휴스턴 애스트로스와 붙었다. 그의 경기의 정상에서 반대 투수 로저 클레멘스와 시제 시리즈에서 카디널스의 3루수 스콧 롤런은 짐 에드먼즈의 회복 포구에 이어 7번째 경기에서 클레멘스에 경기를 우승한 2개의 홈런을 쳤다. 하지만 그들은 보스턴 레드삭스를 만나 패하고 말았다.
2006년은 카디널스가 월드 시리즈에 돌아온 것을 보았으며 이번에는 짐 릴런드가 감독을 맡은 디트로이트 타이거스에 4 대 1로 승리를 거두었다. 팀의 83 승 78 패의 정규 시즌 기록은 최후의 월드 시리즈 우승팀에 의하여 최악이다. 라 루사는 아메리칸 리그와 내셔널 리그 양쪽에서 월드 시리즈를 우승하는 데 스파키 앤더슨에 이어 2번째 감독이다.
자신이 카디널스로 올 때 라 루사는 팀이 자신들의 10번째 챔피언십으로 추진을 상징하고 신시내티 레즈의 감독을 지내면서 10번의 등번호를 입은 앤더슨을 추모하려고 10번의 저지를 입었다. 챔피언십을 우승한 후 그는 앤더슨을 추모하려고 지속적으로 10번의 저지를 입는 데 선택하였다.
그 일은 라 루사가 1983년 시카고 화이트삭스에서 자신의 코치로 가입하려 한 포수 데이브 덩컨을 만날 때 애슬레틱스의 선수로서였다. 둘은 그 이래 라 루사가 감독을 맡은 모든 팀에 함께 일하였고, 그는 가끔 그의 성공에서 주요 역할을 활약하면서 덩컨을 신입하였다.
라 루사는 내셔널 리그 디비전 시리즈에서 필라델피아 필리스를 꺾고, 그러고 나서 내셔널 리그 챔피언십 시리즈에서 밀워키 브루어스를 꺾은 후 카디널스를 2011년 월드 시리즈로 이끌었다. 카디널스는 프랜차이즈의 11번째 월드 챔피언십을 우승하는 데 월드 시리즈의 7번째 경기에서 텍사스 레인저스를 꺾었다. 그는 3번째 경기에서 자신의 68번째 우승과 함께 사상의 공식 이후의 시즌 우승 리스트에 2위를 위하여 보비 콕스를 통과하였다. 월드 시리즈를 이긴지 3일 후에 라 루사는 은퇴를 선언하여 70개와 함께 공식 이후의 시즌과 사상 2위, 2728개의 정규 시즌 우승들과 사상 3위, 감독을 맡은 5097개의 경기들과 2위, 그리고 존 맥그로와 33년의 감독과 함께 2위를 하였다. 그는 1408 승 1182 패의 정규 시즌 기록과 50 승 42 패의 공식 이후의 시즌 기록과 함께 자신의 카디널스 경력을 끝냈다.
라 루사는 또한 월드 시리즈 타이틀을 우승한 후 같은 시즌에 은퇴하는 데 메이저 리그 베이스볼 역사상 첫 감독이 되었다. 자신이 은퇴하였어도 라 루사는 자신의 감독 경력에서 최종의 시간을 위하여 2012년 메이저 리그 베이스볼 올스타 경기에서 내셔널 리그 올스타 팀을 감독하였다. 내셔널 리그가 8 대 0으로 우승하였다.
그리고 2020년 10월 30일에 시카고 화이트삭스의 감독으로 부임하면서 현장으로 복귀하게 되었다.

## 총장 경력 (2012 ~ 현재)
은퇴 후에 곧 라 루사는 온필드 훈련의 문제들에서 전 감독 라이벌 조 토리를 보조하면서 직위를 차지하였다. 그는 이 직위를 2개 이상의 시즌들을 위하여 보유하였다.
2014년 5월 17일 라 루사는 애리조나 다이아몬드백스의 야구 총장으로서 직위를 받아들였다.
그해에 다이아몬드백스에 가입한 후 라 루사는 전 보조인 덩컨과 매케이, 그리고 1979년 화이트삭스를 감독하는 데 그를 기용한 롤런드 헤먼드와 다시 합쳤다. 2015년 12월 4일 다이아몬드백스는 자유 계약 선수 투수 잭 그레인키와 함께 6년 계약으로 동의하였다.